# 楊銳 (嘉靖進士)
杨锐（1486年—？年），字克成（一作字克承），號恒斋，順天府房山縣人，锦衣卫官籍。明朝政治人物。

## 生平
治《書經》，正德八年（1513年）順天府鄉試第二十六名舉人，年三十八歲中式嘉靖二年（1523年）癸未科會試第九十二名，第三甲第一百六十一名進士。初授西安府推官，四年（1525年）擢升刑部主事，歷升郎中，十七年（1538年）正月升山东布政使司参议。

## 家族
曾祖杨得春。祖父杨清，贈武略将軍、管軍副千户。父杨礼，锦衣卫百户、前副千户，封武略将軍。母田氏，贈宜人。严侍下。兄楊鏓，户部郎中；弟杨镒，前锦衣卫百户。